# Ментор Мазрекай
Ментор Мазрекай (алб. Mentor Mazrekaj, нар. 8 лютого 1989, Приштина) — косовський футболіст, півзахисник клубу «Беса».

## Ігрова кар'єра
Вихованець косовського клубу «Приштина». Він виступав за нього в чемпіонаті Косова, що в той час не був членом УЄФА або ФІФА, в період з 2008 по 2013 рік, взявши участь у 108 матчах чемпіонату.
31 липня 2013 року він терміном на півроку був відданий в оренду клубу албанської Суперліги «Партизані». 31 серпня того ж року Мазрекай дебютував у головній албанській лізі, вийшовши в основному складі в гостьовому поєдинку проти «Кастріоті». 13 грудня 2013 року він став повноцінним гравцем «Партизані», підписавши трирічний контракт з клубом. 23 лютого 2014 року Мазрекай забив свій перший гол у Суперлізі, відкривши рахунок у гостьовій грі з командою «Влазнія». У чемпіонаті Албанії 2014/15 з 8 м'ячами зайняв шосте місце в загальному списку бомбардирів турніру.
Втім в полальшому результативність Ментора знизилась і влітку 2017 року він повернувся в «Приштину».

## Статистика виступів

### Статистика клубних виступів
| Сезон             | Команда           | Чемпіонат         | Чемпіонат | Чемпіонат | Національний кубок | Національний кубок | Національний кубок | Континентальні кубки | Континентальні кубки | Континентальні кубки | Інші змагання | Інші змагання | Інші змагання | Усього | Усього |
| Сезон             | Команда           | Ліга              | Ігор      | Голів     | Ліга               | Ігор               | Голів              | Ліга                 | Ігор                 | Голів                | Ліга          | Ігор          | Голів         | Ігор   | Голів  |
| ----------------- | ----------------- | ----------------- | --------- | --------- | ------------------ | ------------------ | ------------------ | -------------------- | -------------------- | -------------------- | ------------- | ------------- | ------------- | ------ | ------ |
| 2013–14           | «Партизані»       | СЛ                | 27        | 1         | КА                 | 3                  | 0                  | -                    | -                    | -                    | -             | -             | -             | 30     | 1      |
| 2014–15           | «Партизані»       | СЛ                | 31        | 8         | КА                 | 1                  | 0                  | -                    | -                    | -                    | -             | -             | -             | 32     | 8      |
| 2015–16           | «Партизані»       | СЛ                | 20        | 2         | КА                 | 1                  | 0                  | ЛЄ                   | 1                    | 0                    | -             | -             | -             | 22     | 2      |
| 2016–17           | «Партизані»       | СЛ                | 15        | 1         | КА                 | 1                  | 0                  | ЛЧ+ЛЄ                | -                    | -                    | -             | -             | -             | 16     | 1      |
| Усього за кар'єру | Усього за кар'єру | Усього за кар'єру | 93        | 12        |                    | 6                  | 0                  |                      | 1                    | 0                    |               | -             | -             | 100    | 12     |